# Parawixia divisoria
Parawixia divisoria là một loài nhện trong họ Araneidae.
Loài này thuộc chi Parawixia. Parawixia divisoria được Herbert Walter Levi miêu tả năm 1992.